# Dance in the Vampire Bund
Dance in the Vampire Bund (ダンスインザヴァンパイアバンド?, Dansu in za Vanpaia Bando) è un manga scritto e disegnato da Nozomu Tamaki. La serie è stata serializzata sulla rivista Monthly Comic Flapper di Media Factory dal 2005 al 2012 e i capitoli sono stati raccolti a partire dal 23 giugno 2006 in 14 volumi. 
In Italia il manga è stato pubblicato da Kappa Edizioni sotto l'etichetta Ronin Manga dal 2010 al 2011 per i primi 10 volumi senza concludere la pubblicazione dei restanti quattro. Una nuova edizione curata da Edizioni BD sotto l'etichetta J-Pop è stata pubblicata dal 21 febbraio al 10 ottobre 2018, la quale presenta dei volumi più grandi, ognuno di essi corrisponde a due numeri originali. 
Tre manga spin-off della serie scritti dallo stesso autore sono stati pubblicati da Media Factory.
Un anime basato sul manga è stato prodotto in 12 episodi dallo studio Shaft. La serie anime è stata trasmessa in Giappone a partire dal 7 gennaio 2010 ed in Italia è stata distribuita in versione sottotitolata dalla Dynit in contemporanea con la trasmissione giapponese sul suo canale ufficiale di YouTube.

## Trama
La protagonista della storia è Mina Tepes, che nonostante sembri solo una bambina, in realtà è la centenaria principessa dei vampiri. Dopo che da millenni i vampiri si sono nascosti al genere umano, Mina decide che è giunto il momento che si palesino al mondo e che le due razze si uniscano. I vampiri decidono di pagarsi l'integrazione razziale: in cambio del saldo totale del debito pubblico del Giappone, lo Stato dovrà consentire al nuovo distretto creato dai vampiri l'accoglienza di qualsiasi vampiro nel mondo che chieda asilo.

## Personaggi

### Principali

Mina Tepes, principessa dei vampiri nell'anime

Mina Tepes (ミナ・テペッシュ?, Mina Tepesshu)
Doppiata da Aoi Yūki
La protagonista ed attuale sovrana del mondo dei vampiri. Di solito appare come una bambina in età pre-adolescente. Mina ha un modo di rivolgersi agli altri piuttosto arrogante, eppure si sente vulnerabile e sola. Si preoccupa molto per il benessere del suo popolo e fa tutto quello che è in suo potere per proteggere e preservare la specie. Mina simpatizza per i SenzaZanne (vampiri che si sono strappati le proprie zanne), creando una città sotto il Bund dove possono vivere liberamente e senza persecuzioni. Viene rivelato che è innamorata di Akira fin dal loro primo incontro ed è molto legata a lui, al punto che la sua stanza segreta è coperta dal pavimento al soffitto con nient'altro che immagini di lui. La vera forma della sua anima è una versione adulta di se stessa con ali di pipistrello, simile ad una Succubus. Preferisce tenere questa forma segreta, poiché così è in grado di partorire, mentre nella sua forma 'infantile' non può. Se i tre Nobili scoprissero questo segreto potrebbero costringerla a sposare uno di loro e produrre un figlio con la scusa che è per preservare la Pura Linea di Sangue Reale. Non ha alcuna intenzione di avere un bambino con chiunque altro in quanto sono gli unici altri "Purosangue" come lei, anche se la Linea di Sangue è in pericolo perché hanno ucciso non solo la madre, ma anche tutti i vampiri degli altri clan. Nel manga si scopre che la loro scusa per l'uccisione della madre Lucrezia era perché il padre di Mina non era uno di loro, e, pertanto, era un normale essere umano. Che il padre fosse o non fosse noto non è stato ancora rivelato.
Il nome di Mina può derivare dalla storia di Vlad l'Impalatore e da Dracula. Il suo cognome, Tepes, è la parola rumena per Impalatore, difatti Vlad l'Impalatore in rumeno veniva chiamato Vlad Tepes. Il suo nome proprio, "Mina", è lo stesso di Mina Murray, la donna che Dracula cercò di avere come sua nuova sposa nell'omonimo romanzo.
Mina è una pessima cuoca, poiché i vampiri non hanno il senso del gusto, e quindi non ha alcuna esperienza in fatto di cucina. Ciò si traduce in alcune disavventure divertenti durante le lezioni di cucina, perché non sa neanche a cosa servono alcuni utensili da cucina. Durante la notte con Yuki, ha preparato un piatto per Akira, ma ha usato troppe spezie.
Akira Kaburagi Regendorf (暁・鏑木・レーゲンドルフ?, Akira Kaburagi Rēgendorufu)
Doppiato da Yūichi Nakamura
Protagonista maschile della storia, è un giovane lupo mannaro figlio di Wolfgang, e quindi ben addestrato nella lotta. Ha seguito una formazione per identificare quasi tutti gli esplosivi e imparare a fiutarli. Non può però disarmarli, dato che ha appreso solo la parte canina del programma. È una persona gentile, determinata a proteggere Mina, della quale si è innamorato. Ha incontrato Mina per la prima volta quando era un bambino, anche se non se lo ricordava più. Quando Akira aveva 10 anni incontrò Mina in un giardino e le promise che lui sarebbe sempre stato al suo fianco per proteggerla, anche a costo della vita. Quando ormai stava per giungere il suo 17º compleanno gli è stato ordinato di essere il servo di Mina, appagando così l'alleanza tra i lupi mannari e la regina dei vampiri. Inizialmente non ne era molto felice, ma alla fine accettò. Si preoccupa molto anche per Yuki, ma respinse la sua confessione per la sua natura di licantropo e per i suoi sentimenti verso Mina. Più tardi nel manga, Akira offrì il suo sangue a Mina per salvarla, trasformandolo di conseguenza in un ibrido licantropo/vampiro. Nell'anime, aveva perso tutti i suoi ricordi un anno prima, e non sapeva nemmeno di essere un lupo mannaro fino all'episodio 2. Viene poi rivelato che ha perso la memoria a causa di un estremo trauma psicologico. Normalmente i licantropi mentalmente instabili vengono uccisi (considerando quanto possa essere pericoloso un essere umano folle, ancora di più lo è un lupo mannaro), ma gli fu permesso di vivere a causa della sua importanza per Mina.
Yuki Saegusa (三枝 由紀?, Saegusa Yuki)
Doppiata da Chiwa Saitō
Una studentessa umana presso la scuola fondata da Mina Tepes. È compagna di classe di Mina e Akira, nonché membro del Consiglio Studentesco, e l'unico membro rimasto dopo l'attacco dei vampiri a cui partecipò (seppur costretta) la presidentessa Nanami presso la chiesa, con conseguente dimissione di tutti gli altri membri poco dopo. Nanami ritornò ad essere la Presidentessa del Consiglio degli studenti dopo l'incidente con Hysterica. Diede ad Akira un anello d'argento (che lui portava in un sacchetto intorno al collo perché i lupi mannari non possono toccare l'argento) come simbolo del loro rapporto, che in seguito regalò a Mina come simbolo della loro nuova amicizia.  Lei è in un primo momento spaventata dai vampiri, ma riesce ad accettarli dopo aver trascorso del tempo con Mina. Attraverso questo Yuki sembra avere una stretta amicizia con Mina, un po' come Anne Shirley e Diana Barry in "Anna dai capelli rossi", anche invitandola a passare la notte a casa sua. La lealtà di Yuki verso Mina è poi assolutamente chiara quando soffre di un trauma cranico che le causa una grave afasia (l'incapacità di parlare) e la paralizza dalla vita in giù, ma rischia la vita più volte, nel tentativo di raccontare ad Akira che Mina è un'impostora e che quella vera è stata rapita.  Come risultato della sua lesione alla testa, a Yuki vengono iniettati dei nanorobot che lentamente riparano o sostituiscono le aree danneggiate del suo cervello. Come aiuto per la sua afasia, le nanomacchine attualmente le permettono anche di emettere un raggio infrarosso dal suo occhio destro che le permette di comunicare attraverso un laptap appositamente configurato per lei col nome di "Anna", in onore di Anna Frank per convincere Mina a leggerlo. Pianificò questo particolare perché la sosia non ne conosceva il nome mentre la vera Mina invece sì. A partire dalla fine del quattordicesimo volume, Yuki guarisce al ritorno della principessa Mina, e riacquista la capacità di parlare in tempo per salvare la principessa da un attacco. Yuki è anche una romanziera dilettante, e ha un bel seguito nel Bund prima dell'invasione da parte di Ivanovic. Viene suggerito che scriva storie yaoi con il protagonista basato su Akira, con grande orrore di quest'ultimo. Era imbarazzata e inorridita nello scoprire che Mina aveva condiviso il suo romanzo con il Bund (le cameriere sono le sue più grandi fan e hanno false ragioni per avere la sua firma così da ottenere il suo autografo) e, come se non bastasse, che l'aveva tradotto e condiviso con il mondo. Dopo la sua ferita alla testa, le cameriere fanno un programma per aiutarla a scrivere il suo prossimo romanzo fino a quando non ottiene il computer. Viene indicata da loro come 'Maestro' per via dei suoi romanzi.
Yuki è la narratrice della storia animata, nella quale viene anche rivelato che un tempo era la fidanzata di Akira, un rapporto che evidentemente non fa parte del manga. Nell'anime, la relazione tra Mina e Yuki cresce collaborando inel corso di cucina invece che in un pigiama party.

### Vampiri
I vampiri possono essere entrambi nati o creati da esseri umani. Nel primo caso, i vampiri "Purosangue" discendono da una figura paterna progenitrice che continua attraverso la linea femminile, attualmente rappresentata da Mina. Nell'ultimo caso, il vampirismo sembra avere un'eziologia infettiva, possibilmente una forma di retrovirus. A differenza delle molte storie sui vampiri, la trasformazione in un vampiro non è una decisione consapevole, bensì è causata da un vampiro che si nutre di sangue di un essere umano. Negli ultimi anni è stato sviluppato un "vaccino" per prevenire la trasformazione, ma è efficace solo fino a 48 ore dal momento dell'infezione. 
Rispetto agli esseri umani, le emozioni vampiriche sono molto più potenti, difatti molti vampiri diventano violenti, golosi di sangue, e molto spesso hanno delle deviazioni sessuali, nel tentativo di saziare quelle potenti pulsioni, tuttavia ci sono anche i vampiri - soprattutto coloro che lo sono diventati contro la loro volontà - che invece scelgono di diventare "SenzaZanne", strappandosi via le proprie zanne, al fine di non perdere nulla di quello che erano quando erano ancora umani. Questi vampiri affrontano la persecuzione da entrambe le parti, però, umani e simili vampiri; si scopre presto che la creazione del Bund era in gran parte per fornire un rifugio per i SenzaZanne cosicché potessero vivere serenamente. 
Tutti i vampiri hanno una 'vera forma', che è una rappresentazione fisica del loro io più profondo, ed è una trasformazione molto simile a quella dei licantropi. Questa forma può essere quasi qualsiasi cosa, da un pipistrello gigante ad una lucertola, da un ragno a, nel caso di Mina, una figura simile ad un succubus. Pochissimi vampiri della storia hanno mostrato la loro vera forma. 
Oltre ai vampiri di derivazione umana, ci sono anche i Purosangue: le famiglie di vampiri che possiedono stirpe vampirica "pura", non diluita da sangue umano, sia per l'accoppiamento con gli esseri umani o per la trasformazione. Questi sono i più potenti di tutti i vampiri del mondo, ma sono limitati dalla tradizione e dai codici di condotta quando si tratta di trattare con l'altro. 
Nella trama, attualmente il mondo dei vampiri è governato dalla famiglia reale, i Ţepeş, rappresentati da Mina. Ci sono solo tre nobiluomini Purosangue: Rozenmann, Ivanovic, e Li. 
I vampiri della serie sono meglio classificati come "vampiri viventi" in quanto possono invecchiare, si riproducono sessualmente e vivono comunque pur subendo gli infortuni normalmente mortali per l'uomo. In un notevole esempio, tratto dall'episodio 4, un vampiro si era estratto gli organi interni per nascondere una bomba all'interno del suo corpo.

#### Famiglia Reale
I Ţepeş sono la famiglia reale che governa il mondo dei vampiri. Attualmente, vi è un solo membro rimasto della famiglia reale.
Lucrezia (ルクレツィア?, Rukuretsia)
Lucrezia Tepes era la precedente sovrana del Regno dei Vampiri, e la madre di Mina. Non si sa molto su di lei, a parte che doveva essere molto simile alla vera forma di Mina, ed è stato uccisa per mano dei tre clan.

#### I tre clan
I tre clan sono i più potenti clan di vampiri, salvo per la famiglia reale stessa, e sono guidati da Rozenmann, Ivanovic e Li. È emerso che molti anni prima della storia, i tre signori eliminarono gli altri clan nobili e perseguitarono la famiglia reale. Sono riusciti nel loro scopo con la conseguente estinzione degli altri "Purosangue" e con la morte della regina Lucrezia. Tuttavia, per mantenere la Vera Linea di Sangue, uno di loro dovrebbe sposarsi e fare un bambino con Mina. Nell'anime, è fortemente suggerito che uno di loro o tutti controllano la Telomere, il gruppo terroristico creato per uccidere Mina. Anche nell'anime, tutti sono costretti a giurarle fedeltà una volta che i loro assassini sono stati tutti sconfitti da Akira. 
Rozenmann (ローゼン?, Rōzenman)
Doppiato da Kenji Hamada
Lord Rozenmann appare vestita con un abito bianco in stile occidentale con un mantello sulle spalle e l'occhio sinistro coperto da una benda sull'occhio. Sembra essere il più calmo e più amabile dei tre signori, mostrando civiltà anche a quelli considerati "inferiori" a lui (come Veratos, una "comune", e Akira che è un lupo mannaro), e mantenendo la calma anche quando uno dei suoi servi viene disintegrato dalla luce del sole davanti a lui, e l'unica volta che perde tutta la sua compattezza è quando si sorprende alla vista del ritorno di Akira dopo che ha sconfitto i tre assassini inviati contro di lui. Nel manga rapisce Mina e aiutò l'impostora identica a lei a prendere il controllo del Bund. Tuttavia, Akira e Nanami riescono a infiltrarsi nel suo castello e la salvano prima che Rozenmann possa bloccarla nella sua vera forma per poi farne quel che voleva.
Ivanovic (イワノヴ?, Iwanovu)
Doppiato da Kissei Kumamoto
Lord Ivanovic appare vestito per lo più in nero con una croce d'argento appesa al collo e appare anche vecchio e curvo. Ivanovic ha un atteggiamento molto aggressivo e imperioso e sembra non portare molto rispetto agli altri due signori. Si rivela nel volume 9 che è stato Grigori Yefimovich Rasputin, entrando nelle grazie della dinastia Romanov e controllandoli da dietro le quinte, e dopo aver appreso della Rivoluzione bolscevica, Rasputin abbandonò i Romanov inscenando la sua morte, tornando ad essere Ivanovic per controllare un altro regime dall'ombra. Dopo aver appreso della vera forma di Mina, Ivanovic lancia un attacco al Bund, culminante in un duello finale all'ultimo sangue con Mina e Akira nelle profondità del Cradle, lo strato più profondo del Bund, dove è finalmente sconfitto e apparentemente ucciso. Si può notare che la vera forma da vampiro di Ivanovic assomiglia a quella del demone Baphomet. Viene ferito a morte da Mina, e la sua sosia ordinò di togliergli il cervello e il cuore e di metterli dentro dei barattoli. Tuttavia, una seguace mutaforma (che era un maschio) lo "salva" inserendo i suoi organi nel suo corpo. Ha fatto un ultimo tentativo andare a letto con Mina, ma in realtà era ancora quella falsa, che infine lo uccide.
Li (李?, Ri)
Doppiato da Tora Take
Lord Li appare vestito con un Changshan dell'epoca Manchu. La zona intorno alla bocca è orribilmente deformata, rivelando denti affilati e appuntiti che di solito mantiene nascosti dietro un ventaglio. Come tale, egli parla raramente, preferendo osservare la conversazione e apre bocca solo quand'è necessario. Durante la scommessa per il possesso della mano di Mina, l'assassino inviato da Li per uccidere Akira era, nella versione manga, due persone identiche: un paio di gemelli vampiri che condividevano un forte legame psichico, in modo tale che il danno inflitto ad uno poteva apparire anche sull'altro, permettendo loro di mascherarsi come una persona sola al fine di confondere e indurre in errore il loro obiettivo. Per questo motivo, essi sono indicati come i "fratelli corsi", come dal nome del romanzo di Alexandre Dumas, i cui personaggi condividevano una capacità simile.

#### Altri
Maids
Le tre cameriere che si vedono spesso come serve di Mina. Sono spesso presenti nei capitoli Omake mentre diffondono dicerie su Akira e sono appassionate dei manga di Yuki. Sono molto forti, in grado di combattere contro una squadra armata di loro simili.
Nelly (ネリー?, Nerī)
Doppiata da Eri Kitamura
La cameriera con i lunghi capelli neri. È molto devota a Mina, e non vede di buon occhio Akira perché è sempre al suo fianco.
Nella (ネーラ?, Nēra)
Doppiata da Akeno Watanabe
La si riconosce dai capelli che coprono uno degli occhi. La prima volta che appare, nell'episodio 1, si era infiltrata come intervistatrice in diretta nel programma televisivo "La bilancia di Astrea", mentre tendevano l'imboscata al vampiro ribelle. Ha sempre un atteggiamento stoico, ma è una persona molto premurosa. Dopo aver catturato il nipote del primo ministro e averlo morso dietro ordine di Alphonse, al fine di trasformarlo in un vampiro, poiché l'aveva fatto piangere, gli dà un orsacchiotto per farlo stare meglio. Sembra lavorare anche per Alphonse.
Nero (ネロ?, Nero)
Doppiata da Asuka Tanii
Ha lunghi capelli color castagna ed è la più allegra delle tre. È una grande fan degli anime, e trascorre la maggior parte del suo tempo con Nanami, ora che anche lei è una cameriera, perché ha gli occhiali, grandi seni ed è un presidente del consiglio studentesco, e ciò è considerato un "Triple Threat" nel mondo degli anime.
Juneau Dermailles (ジュノー・デルマイユ?, Junō Derumaiyu)
Doppiato da Yuzuru Fujimoto
È un nobile di alto rango che serve la famiglia nobiliare. Prova un odio razzista verso i lupi mannari.
Veratos (ヴェラトゥース?, Veratūsu)
Doppiata da Yūko Kaida
Il più delle volte chiamata semplicemente "Vera", lei è la maggiore confidente di Mina. In primo luogo viene introdotta come la guida di Akira nel castello, dove ha brevemente impersonato Mina al fine di testare le capacità di Akira. Nell'anime questo non accade, e lei invece impersona Mina nel reality show televisivo del primo episodio. Successivamente, è spesso vista assistere Mina nel suo lavoro d'ufficio, oltre ad essere la sua guardia del corpo. Akira le dice che ha una bella risata. Lei ammette di aver cercato di prendere per sé un uomo che cercava di diventare un vampiro per amore della madre di Mina, Lucrezia. Era anche il Master originale di Hysterica, dopo averla trasformata in un vampiro dopo che la sua famiglia era morta a causa dell'influenza spagnola. Durante il secondo volume Gaiden, viene rivelato che Vera, così come Akira Garcia Fujisaki, possiede un raro tipo di vera forma, in cui emette una sostanza simile a nebbia dal suo corpo, che può poi indurirsi e diventare diverse varietà di forme.
Alphonse Medici Borgiani (アルフォンソ・メディチ・ボルジアーニ?, Arufonso Medichi Borujiāni)
Doppiato da Takaya Kuroda
Un vampiro spensierato fedele a Mina. Si riconosce facilmente dal suo vestito bianco e l'auto costosa, una ragione che non gli piace il Bund è perché il sangue finto "Stigma" spruzzato dal dirigibile impiastriccia sempre tutta la sua auto. Egli afferma di essere un signore specializzato nella negoziazione segreta per Mina al di fuori della conoscenza del pubblico. È stato lui ad avere progettato la trasformazione del nipote di Shoichi in un vampiro perché Mina potesse far leva su questo e rendere più malleabile il ministro.

## Media

### Manga
Il manga scritto e disegnato da Nozomu Tamaki, è stato serializzato dal 5 dicembre 2005 al 5 settembre 2012 sulla rivista Monthly Comic Flapper edita da Media Factory. I vari capitoli sono stati poi raccolti in quattordici volumi tankōbon pubblicati dal 23 giugno 2006 al 23 ottobre 2012.
In Italia la serie è stata inizialmente pubblicata da Kappa Edizioni sotto l'etichetta Ronin Manga dal 27 giugno 2010 al 30 settembre 2011, interrompendosi al decimo volume. Successivamente Edizioni BD ha ridistribuito la serie integralmente sotto l'etichetta J-Pop dal 21 febbraio al 10 ottobre 2018, dove ogni volume corrispondeva a due di quella originale giapponese, portando così il numero da 14 a 7. La traduzione dei testi dell'edizione Ronin Manga è stata curata da Savaka Kozeki, mentre quella J-Pop da Roberto Pesci.

#### Volumi
| Nº Ja | Nº It | Data di prima pubblicazione | Data di prima pubblicazione | Data di prima pubblicazione                            | Data di prima pubblicazione                                         |
| Nº Ja | Nº It | Giapponese | Giapponese                  | Italiano                                               | Italiano                                                            |
| ----- | ----- | --- | --------------------------- | ------------------------------------------------------ | ------------------------------------------------------------------- |
| 1     | 1     | 23 giugno 2006 | ISBN 978-4-8401-1397-7      | 27 giugno 2010 (Ronin Manga) 21 febbraio 2018 (J-Pop)  | ISBN 978-88-7471-248-9 (Ronin Manga) ISBN 978-88-3275-281-6 (J-Pop) |
| 1     | 1     | Capitoli - 1. La promessa (誓約?, Seiyaku) - 2. La scelta (選択?, Sentaku) - 3. La regina dei vampiri (クイーンオブザヴァンパイア?, Kuīn obu za Vanpaia) - 4. Intervista col vampiro (インタビューウィズヴァンパイア?, Intabyū Wizu Vanpaia) - 5. Alla serata di Carnevale (カーニバルの夜に?, Kānibaru no yoru ni) - 6. Good night, Sleep tight (Good night, Sleep tight?) |                             |                                                        |                                                                     |
| 2     | 1     | 22 dicembre 2006 | ISBN 978-4-8401-1646-6      | 8 agosto 2010 (Ronin Manga) 21 febbraio 2018 (J-Pop)   | ISBN 978-88-7471-275-5 (Ronin Manga) ISBN 978-88-3275-281-6 (J-Pop) |
| 2     | 1     | Capitoli - 7. Al nuovo campo di battaglia (新たな戦場へ?, Aratana senjō e) - 8. Lost in highschool (Lost in High School?) - 9. Il Bolero dell'intrigo (陰謀ボレロ?, Inbō Borero) - 10. Non ti vedo (君がみえない?, Kimi ga mienai) - 11. Accademia funesta (悪徳学園?, Akutoku gakuen) - 12. Shape of my heart (Shape of My Heart?) |                             |                                                        |                                                                     |
| 3     | 2     | 23 giugno 2007 | ISBN 978-4-8401-1917-7      | 31 agosto 2010 (Ronin Manga) 21 marzo 2018 (J-Pop)     | ISBN 978-88-7471-291-5 (Ronin Manga) ISBN 978-88-3275-325-7 (J-Pop) |
| 3     | 2     | Capitoli - 13. Una promessa solenne (おごそかな誓い?, Ogosokana chikai) - 14. Ombre in movimento (影が行く?, Kage ga iku) - 15. Figli della notte (夜の子供達?, Yoru no kodomodachi) - 16. Licantropo - Beowulf (人狼～Beowulf～?, Jinrō ~Beōrufu~) - 17. Partita a scacchi (謀略のチェスゲーム?, Bōryaku no Chesu Gēmu) - 18. Sacrificio (サクリファイス?, Sakurifaisu) - 19. Mente e corpo (身も心も?, Mimokokoromo)                                                                                 |                             |                                                        |                                                                     |
| 4     | 2     | 22 novembre 2007 | ISBN 978-4-8401-1971-9      | 5 dicembre 2010 (Ronin Manga) 21 marzo 2018 (J-Pop)    | ISBN 978-88-7471-310-3 (Ronin Manga) ISBN 978-88-3275-325-7 (J-Pop) |
| 4     | 2     | Capitoli - 20. Niente silenzio (Out of Silence?) - 21. I re dell'oscurità (The Kings of Darkness?) - 22. Obiettivo: Akira Kaburagi (Target, Kaburagi Akira?) - 23. La fanciulla dal sangue puro (The Fresh-Blooded Maiden?) - 24. Attraversa ora il fiume della rabbia (Cross Now the River of Rage?) - Episodio Extra. Velocista da 30 secondi (30 Second Sprinter?) |                             |                                                        |                                                                     |
| 5     | 3     | 23 giugno 2008 | ISBN 978-4-8401-2233-7      | 6 febbraio 2011 (Ronin Manga) 9 maggio 2018 (J-Pop)    | ISBN 978-88-7471-320-2 (Ronin Manga) ISBN 978-88-3275-326-4 (J-Pop) |
| 5     | 3     | Capitoli - 25. I due nella città oscura (暗黒街の二人?, Ankoku-gai no futari) - 26. Intermedio (intermedio?) - 27. Sneak the underground (Sneak the underground?) - 28. Il sussurro delle api (ミツバチのささやき?, Mitsubachi no sasayaki) - 29. L'unico modo chiaro (たった一つの冴えたやり方?, Tatta hitotsu no saeta yarikata) - 30. Cradle will rock (Cradle Will Rock?) - 31. Ragazzo, sii forte (男児當自強?, Danji kyō) - Appendix. Dance with the vampire maid (Dance with the vampire maid?) |                             |                                                        |                                                                     |
| 6     | 3     | 22 dicembre 2008 | ISBN 978-4-8401-2508-6      | 13 febbraio 2011 (Ronin Manga) 9 maggio 2018 (J-Pop)   | ISBN 978-88-7471-340-0 (Ronin Manga) ISBN 978-88-3275-326-4 (J-Pop) |
| 6     | 3     | Capitoli - 32. Messaggio a Sledge Hammer (スレッジ・ハマーへ伝言?, Surejjihamā e dengon) - 33. Standard daytime (Standard Daytime?) - 34. Il licantropo di sua maestà la regina (The Queen's Wolfman?) - 35. Uccelli che condividono le ali (Marital Vows?) - 36. Passion play (Passion Play?) - 37. Che vita meravigliosa! (What a Wonderful Life!?) - Appendix. Dance with the vampire maid (Dance with the vampire maid?)                                                                           |                             |                                                        |                                                                     |
| 7     | 4     | 23 luglio 2009 | ISBN 978-4-8401-2584-0      | 31 maggio 2011 (Ronin Manga) 13 giugno 2018 (J-Pop)    | ISBN 978-88-7471-350-9 (Ronin Manga) ISBN 978-88-3275-327-1 (J-Pop) |
| 7     | 4     | Capitoli - 38. Demon seed (DEMON SEED?) - 39. Lo stemma del lupo (狼の紋章?, Ōkami no monshō) - 40. Il marchio del lupo (狼の刻?, Ōkami no koku) - 41. Il pomeriggio del lupo (狼達の午後?, Ōkami-tachi no gogo) - 42. L'elegia del lupo (狼の挽歌?, Ōkami no banka) - 43. Wolf, never cry (WOLF, NEVER CRY?) - Appendix. Dance with wolves (Dance with wolves?) |                             |                                                        |                                                                     |
| 8     | 4     | 22 dicembre 2009 | ISBN 978-4-8401-2951-0      | 31 luglio 2011 (Ronin Manga) 13 giugno 2018 (J-Pop)    | ISBN 978-88-7471-391-2 (Ronin Manga) ISBN 978-88-3275-327-1 (J-Pop) |
| 8     | 4     | Capitoli - 44. Visitors (Visitors?) - 45. Nothing hurt (Nothing Hurts?) - 46. Complotto di famiglia (The Family Plot?) - 47. Mascelle (Gills?) - 48. Guaiti (Howl of Lament?) - 49. Un cane chiamato tradimento (The Dog Named "Traitor"?) - Appendix. Dance with the vampire maid (Dance with the vampire maid?) |                             |                                                        |                                                                     |
| 9     | 5     | 23 marzo 2010 | ISBN 978-4-8401-2991-6      | 17 settembre 2011 (Ronin Manga) 11 luglio 2018 (J-Pop) | ISBN 978-88-7471-408-7 (Ronin Manga) ISBN 978-88-3275-328-8 (J-Pop) |
| 9     | 5     | Capitoli - 50. Scossa di assestamento (余震?, Yoshin) - 51. I primi ad arrivare (最初に来たる者?, Saisho ni kitaru mono) - 52. Vampire wars (ヴァンパイア戦争?, Vanpaia Wōzu) - 53. Gli ultimi ad arrivare (最後に来たる者?, Saigo ni kitaru mono) |                             |                                                        |                                                                     |
| 10    | 5     | 22 novembre 2010 | ISBN 978-4-8401-3399-9      | 30 settembre 2011 (Ronin Manga) 11 luglio 2018 (J-Pop) | ISBN 978-88-7471-409-4 (Ronin Manga) ISBN 978-88-3275-328-8 (J-Pop) |
| 10    | 5     | Capitoli - 54. Doppelgänger (Doppelgänger?) - 55. Misfatto (Scheming?) - 56. Come Anna Frank (Like Ann Frank?) - 57. Il sospetto rosso (Red Doubt?) - Appendix. Bedtime story (Bedtime story?) - 58. Pandemic (Pandemic?) - 59. Il blues dei grattacieli (Skyscraper Blues?) - Appendix. Dance with the vampire maid (Dance with the vampire maid?) |                             |                                                        |                                                                     |
| 11    | 6     | 24 marzo 2011 | ISBN 978-4-8401-3780-5      | 12 settembre 2018                                      | ISBN 978-88-3275-329-5                                              |
| 11    | 6     | Capitoli - 60. Legami che tormentano (絆は苛む?, Kizuna wa sainamu) - 61. Il suo mondo (彼女の世界?, Kanojo no sekai) - 62. Resa dei conti silenziosa (静かなる決闘?, Shizukanarukettō) - 63. Runaway squad (RUNAWAY SQUAD?) - 64. Exit through the vampire bund (Exit through the Vampire Bund?) - Special issue. La strada che conduce al primo amore (The Road to First Love?) - Appendix. Dance with the vampire maid (Dance with the vampire maid?)                                               |                             |                                                        |                                                                     |
| 12    | 6     | 22 settembre 2011 | ISBN 978-4-8401-4041-6      | 12 settembre 2018                                      | ISBN 978-88-3275-329-5                                              |
| 12    | 6     | Capitoli - 65. New York New York (New York, New York?) - 66. Nell'inferno verde (A Verdant Hell?) - 67. Macchinazioni (Machinations?) - 68. Mille volte per te (For You, A Thousand Times?) - 69. Fuga dalla tana del leone (Escape From the Tiger's Lair?) - 70. El dorado (El Dorado?) - Appendix. Dance with the vampire maid (Dance with the vampire maid?) |                             |                                                        |                                                                     |
| 13    | 7     | 23 marzo 2012 | ISBN 978-4-8401-4445-2      | 10 ottobre 2018                                        | ISBN 978-88-3275-330-1                                              |
| 13    | 7     | Capitoli - 71. La voce che esorta al risveglio (目覚めよと呼ぶ声あり?, Mezameyo to yobu koe ari) - 72. Trovare la morte (死ぬこととみつけたり?, Shinu koto to mitsuke tari) - 73. Contagion - Il contagio - (Contagion ～伝染～?, Contagion ~Densen~) - 74. Ordinary people - Persone comuni - (Ordinary People ～普通の人々～?, Ōdinarī Pīpuru ~Futsūnohitobito~) - 75. Abyss - L'abisso - (ABYSS ～深淵～?, Abisu ~Shin'en~) - Appendix. Dance with the vampire maid (Dance with the vampire maid?)  |                             |                                                        |                                                                     |
| 14    | 7     | 23 ottobre 2012 | ISBN 978-4-8401-4741-5      | 10 ottobre 2018                                        | ISBN 978-88-3275-330-1                                              |
| 14    | 7     | Capitoli - 76. Lontana promessa (遠い約束?, Tōi yakusoku) - 77. Come essere umano (人間として?, Hito toshite) - 78. Cane di paglia (藁の犬?, Wara no inu) - 79. Sul colle di Megiddo (メギドの丘にて?, Megido no oka nite) - 80. Il ritorno della principessa (王女の帰還?, Ōjo no kikan) - 81. Ciclo vitale di un fiore (花の生涯?, Hana no shōgai) - 82. All good things... (All Good Things…?) - Appendix. Dance with the vampire maid (Dance with the vampire maid?)                               |                             |                                                        |                                                                     |

### Anime
Un adattamento anime venne annunciato nel numero di agosto 2009 della rivista Monthly Comic Flapper uscito il 4 luglio 2009. La serie animata è stata diretta da Masahiro Sonoda e Akiyuki Shinbō, sceneggiata da Hiroyuki Yoshino e prodotta dallo studio d'animazione Shaft. Il character design è stato curato da Naoyuki Konno mentre la colonna sonora è stata affidata a Akio Dobashi. Un video promozionale venne presentato al 76º Comiket tenutosi nell'ottobre 2009.
L'anime, composto da dodici episodi, venne trasmesso dal 7 gennaio al 1º aprile 2010 su AT-X, Chiba TV, tvk, TV Saitama, Tokyo MX, TV Aichi e Sun TV. Un episodio riassuntivo è andata in onda il 25 febbraio 2010, portando così a posticipare ognuna delle puntate successive di una settimana a testa, inoltre l'episodio 12 venne mandato in onda in una fascia oraria diversa dagli altri, dove sostituì una replica di Kore ga watashi no goshujinsama.
In Italia la serie è stata distribuita in versione sottotitolata da Dynit in simulcast sul proprio canale YouTube.

#### Episodi
| Nº  | Titolo italiano Giapponese 「Kanji」 - Rōmaji | In onda          | In onda |
| Nº  | Titolo italiano Giapponese 「Kanji」 - Rōmaji | Giapponese       |         |
| 1   | Prom Night 「プロムナイト」 - Puromu Naito | 7 gennaio 2010   |         |
| 2   | Howling 「ハウリング」 - Hauringu | 14 gennaio 2010  |         |
| 3   | Teen Wolf 「ティーン ウルフ」 - Tīn Urufu | 21 gennaio 2010  |         |
| 4   | Interview With Vampire 「インタビュー ウィズ ヴァンパイア」 - Intabyū Wizu Vanpaia                                                                             | 28 gennaio 2010  |         |
| 5   | Shadow of Vampire 「シャドウ オブ ヴァンパイア」 - Shadō Obu Vanpaia                                                                                           | 4 febbraio 2010  |         |
| 6   | From Dusk Till Dawn 「フロム ダスク ティル ドーン」 - Furomu Dasuku Tiru Dōn                                                                                   | 11 febbraio 2010 |         |
| 7   | Innocent Blood 「イノセント ブラッド」 - Inosento Buraddo | 18 febbraio 2010 |         |
| 7.5 | Dance in the Vampire Bund ～Special Edition～ 「ダンス イン ザ ヴァンパイアバンド 特別編 ～Special Edition～」 - Dansu in za Vanpaia Bando ～Special Edition～ | 25 febbraio 2010 |         |
| 7.5 | Episodio riassuntivo degli eventi delle prime 7 puntate. |                  |         |
| 8   | Near Dark 「ニア ダーク」 - Nia Dāku | 4 marzo 2010     |         |
| 9   | Lost Boy 「ロストボーイ」 - Rosuto Bōi | 11 marzo 2010    |         |
| 10  | Walpurgis Night 「ワルプルギスの夜」 - Warupurugisu no Yoru | 18 marzo 2010    |         |
| 11  | Underworld 「アンダーワールド」 - Andāwārudo | 25 marzo 2010    |         |
| 12  | Dance in the Vampire Bund 「ダンス イン ザ ヴァンパイアバンド」 - Dansu in za Vanpaia Bando                                                                    | 1º aprile 2010   |         |